# Povest' o nastojaščem čeloveke
Povest' o nastojaščem čeloveke (Повесть о настоящем человеке) è un film del 1948 diretto da Aleksandr Borisovič Stoller.